# KHTML

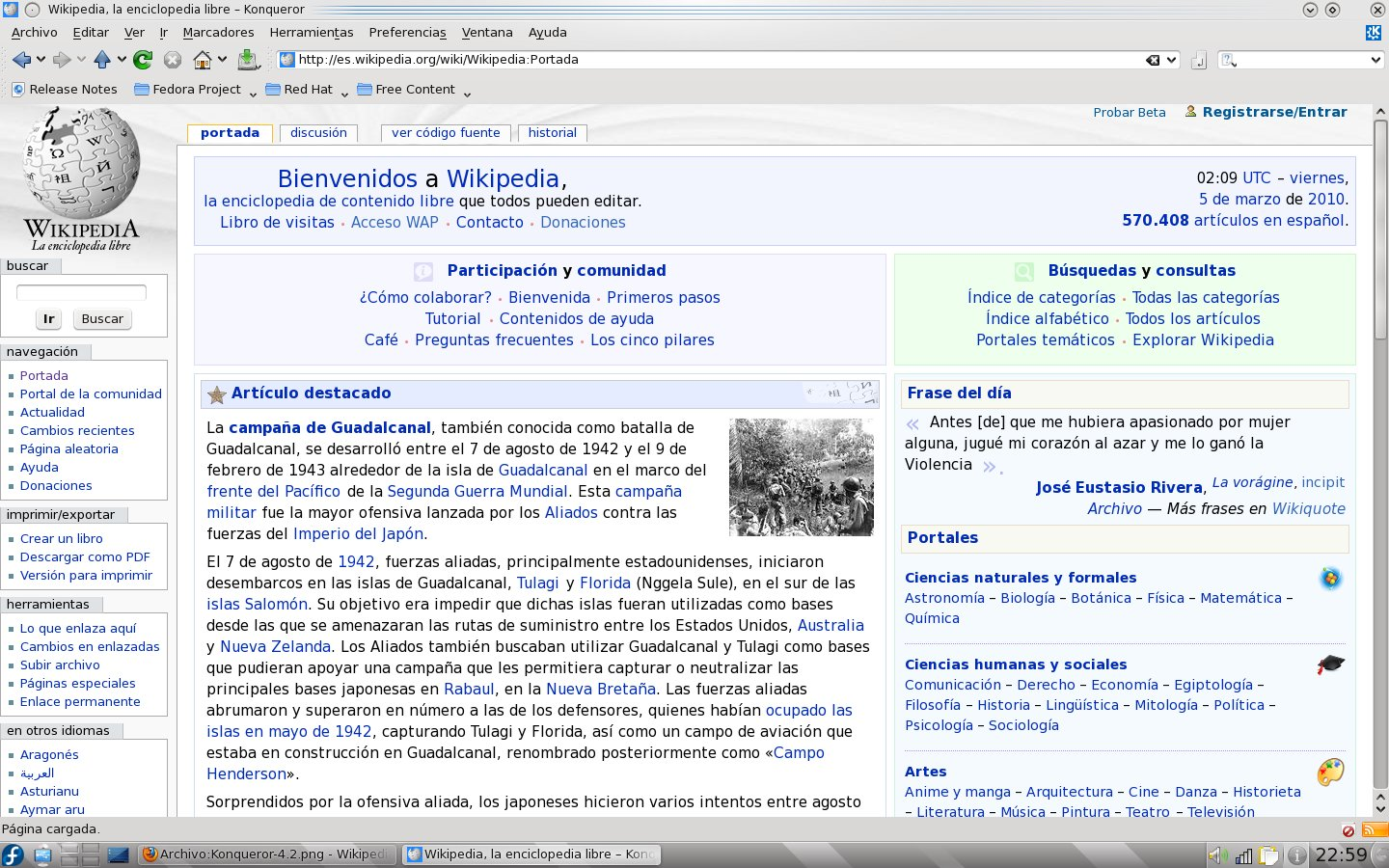
Konqueror, navegador web libre; usa el motor KHTML.

KHTML es el motor de renderizado HTML libre desarrollado para el proyecto KDE.
Fue creado para el navegador web de KDE, Konqueror. El motor fue más tarde adaptado en enero del 2003 por Apple para su navegador Safari, y la compañía devolvió todas las mejoras aplicadas sobre el código original, tal como pide la licencia. Otra compañía utilizando KHTML es YellowTAB, la cual comercializa una distribución de BeOS.
KHTML fue escrito en C++ y se encuentra liberado bajo la licencia LGPL.

## Soporte de normas
KHTML soporta las siguientes normas:
- HTML 4.01
- CSS 1 : completo
- CSS 2 : completo
- CSS 3 : parcialmente
- DOM : 1, 2 y parcialmente 3
- ECMAScript-262/Javascript : 1.5
- Plugins de Netscape
- SVG : Soporte parcial (a través de KSVG)
- Formatos gráficos : PNG, MNG, JPEG y GIF